# Estatut del Sarre
L'Estatut del Sarre va ser un acord franco-alemany signat el 27 d'octubre de 1956 després de llargues negociacions diplomàtiques entre França i Alemanya. Va aconseguir aplanar el camí per a una Europa més moderna després la Segona Guerra Mundial amb les tensions i els conflictes geopolítics. La incorporació del  Sarre a Alemanya va finalitzar l'1 de gener de 1957.

## Antecedents
França el 1945, victoriosa després de la Segona Guerra Mundial, envia els seus soldats al Sarre per rellevar a les tropes estatunidenques, amb l'objectiu d'annexionar-se la regió. Tanmateix, se n'adona ràpidament de la impossibilitat de la mencionada aspiració i es conforma en col·locar el Sarre sota el seu protectorat. El 1947 el protectorat del Sarre va ser separat de la zona ocupada de França a Alemanya i va entrar en una unió econòmica i monetària amb França. El Govern Regional de Saar gaudia d'autonomia política, però va romandre sota l'autoritat de l'Alt Comissionat, Gilbert Grandval, que representava el Govern francès. Per tant, existia una frontera econòmica real entre el Sarre i la resta d'Alemanya.
El Govern alemany va fer una crida pel fi de la condició especial concedida al Sarre i per la seva reunificació amb la resta de la República Federal d'Alemanya. El canceller Konrad Adenauer va utilitzar la plataforma proporcionada pel Consell d'Europa per tractar d'exercir pressió sobre França en la qüestió de fer del Sarre, una vegada més, part d'Alemanya. A causa dels seus propis interessos polítics, econòmics i militars, França es va negar a considerar aquestes peticions però finalment va signar el Tractat constitutiu de la Comunitat Europea del Carbó i de l'Acer (CECA), en nom del Govern de Saarbrücken. El Parlament Regional del Sarre va designar els seus propis representants a l'Assemble comuna i la controvèrsia va continuar encara que s'havia arribat a uns certs compromisos.

## Cap a un Estatut
El 1953, el Consell d'Europa va reprendre les converses encaminades a la recerc] d'una solució a la qüestió del Sarre i en l'Assemblea, el delegat holandès, Marinus van der Goes van Naters, va proposar que el Sarre rebés el rang d'un territori europeu. L'augment de la pressió internacional va obligar a França a comprometre's i el 23 d'octubre de 1954, la República Federal d'Alemanya (RFA) i França van signar els Acords de París que va donar fi a l'ocupació d'Alemanya Occidental i s'establien les condicions per resoldre la qüestió del Sarre. Es va acordar que la regió seria donada l'estatus d'un territori europeu en el marc ampliat de la Unió Europea Occidental (UEO). Tanmateix, l'acord encara havia de ser ratificat pels habitants de la regió del Sarre, que no estaven contents amb la presència francesa.

## Signatura
Al referèndum de l'Estatut del Sarre del 23 d'octubre de 1955, el 67,7% de l'electorat del Sarre va rebutjar l'estatus de territori europeu proposat als Acords de París. Per tant, França es va veure obligada a acceptar la devolució del Sarre a Alemanya. El 27 d'octubre de 1956, els acords de Luxemburg, van ser signats per França i la República Federal Alemanya, prevists per a la reintegració política del Sarre a Alemanya l'1 de gener de 1957. La signatura d'aquest acord, finalment, va donar fi a una llarga disputa en les relacions franc - alemanyes, i van servir per facilitar més les negociacions respecte de la canalització del riu Mosel·la, de França, a través de Luxemburg a Alemanya.